# Kit Hood
Christopher "Kit" Hood, född 24 mars 1943, död 19 januari 2020, var en kanadensisk regissör, manusförfattare och TV-producent. Han är känd för att med Linda Schuyler ha skapat TV-serierna Vi på vår gata, Degrassi Junior High, Degrassi High samt Degrassi High: Nu börjar livet.